# Larry Clarke
Larry Clarke (Baltimore (Maryland), 8 februari 1964), geboren als Lawrence Joseph Clarke, is een Amerikaans acteur.

## Biografie
Clarke werd geboren in Baltimore (Maryland) als jongste van vijf kinderen. Hij heeft gestudeerd aan de Towson University in Towson en is afgestudeerd in theater. 
Clarke begon in 1997 met acteren in de film In & Out. Hierna heeft hij nog meerdere rollen gespeeld in films en televisieseries. Het meest bekend is hij met zijn rol als rechercheur Morris LaMotte in de televisieserie Law & Order waar hij in eenentwintig afleveringen speelde (1997-2000).
Clarke is in 2002 verhuisd van New York naar Los Angeles, en is op 18 mei 2008 getrouwd.

## Filmografie[2]

### Films
Uitgezonderd korte films.
- 2023 Stakes Is High - als Al
- 2019 3 Days with Dad - als Eddie Mills
- 2019 The Laundromat - als advocaat van Ellen
- 2018 You & Me - als dr. Lloyd
- 2016 Looking for the Jackalope - als dr. Jim
- 2015 Road Hard - als Dickey
- 2015 Hollywood Musical! - als Larry
- 2014 Checked Out - als coach Carp
- 2011 Certainy – als Mike
- 2011 Contagion – als Dave
- 2011 Transformers: Dark of the Moon – als NASA wetenschapper in 1969
- 2011 Hollywood Musical! – als Larry
- 2010 In My Sleep – als Knachel
- 2009 The Informant!  - als tweede advocaat
- 2007 The Poughkeepsie Tapes – als Edgar Cummings
- 2007 Untitled: A Love Story – als Barry
- 2002 Winning Girls Through Psychic Mind Control – als Bob
- 2000 Prince of Central Park – als politieagent
- 2000 Company Man – als Fred Quimp
- 1997 In & Out – als neef Ernie

### Televisieseries
Uitgezonderd eenmalige gastrollen.
- 2024 Monsters: The Lyle and Erik Menendez Story - als Brian Andersen - 5 afl.
- 2022 - 2024 For All Mankind - als Bill McGann - 5 afl.
- 2021 - 2023 Heels - als Ted Day - 10 afl.
- 2023 The Mantawauk Caves - als Bobby Hadley - 12 afl.
- 2021 Bitter Homes and Gardens - als Larry - 10 afl.
- 2017 Twin Peaks - als rechercheur T. Fusco - 4 afl.
- 2015 Survivor's Remorse - als dr. Rick Huffman - 2  afl.
- 2015 Sense8 - als politie inspecteur - 3 afl.
- 2013 The Bridge - als Manny Stokes - 4 afl.
- 2012 The Secret Life of the American Teenager – als vader van Dylan – 8 afl.
- 2011 Paul the Male Matchmaker – als Rick – 2 afl.
- 2002 – 2004 Yes, Dear – als Artie – 2 afl.
- 2002 – 2003 CSI: Crime Scene Investigation – als rechercheur Sulik – 2 afl.
- 1997 – 2000 Law & Order – als rechercheur Morris LaMotte – 21 afl.

### Computerspel
- 2011 L.A. Noire – als Adrian Black

- Library of Congress Control Number: no2015131463
- Virtual International Authority File: 43144648379609622258
- WorldCat: E39PBJbM7QdRjHxxmXw4rQGPwC